# Paradoxophyla tiarano
Paradoxophyla tiarano is een kikker uit de familie smalbekkikkers (Microhylidae). De soort werd voor het eerst wetenschappelijk beschreven door Franco Andreone, Gennaro Aprea, Gaetano Odierna en Miguel Vences in 2006. De soort behoort tot het geslacht Paradoxophyla.

## Uiterlijke kenmerken
Mannetjes hebben een lengte van 17 tot 18 millimeter en vrouwtjes hebben een lengte van 28 tot 31 millimeter. De rug is grijs tot donkerbruin van kleur.

## Leefgebied
De kikker is endemisch in Madagaskar. De soort komt voor in het zuidoosten van het eiland en leeft in de subtropische bossen van Madagaskar op een hoogte van rond de 780 meter boven zeeniveau.